# Czerwonka (gemeente)
De gemeente Czerwonka is een landgemeente in het Poolse woiwodschap Mazovië, in powiat Makowski.
De zetel van de gemeente is in Czerwonka (sinds 30 december 1999 Czerwonka Włościańska genoemd).
Op 30 juni 2004 telde de gemeente 2630 inwoners.

## Oppervlakte gegevens
In 2002 bedroeg de totale oppervlakte van gemeente Czerwonka 110,59 km², waarvan:
- agrarisch gebied: 55%
- bossen: 42%

De gemeente beslaat 10,39% van de totale oppervlakte van de powiat.

## Demografie
Stand op 30 juni 2004:
| Omschrijving                   | Totaal | Totaal | Vrouwen | Vrouwen | Mannen | Mannen |
| ------------------------------ | ------ | ------ | ------- | ------- | ------ | ------ |
| eenheid                        | aantal | %      | aantal  | %       | aantal | %      |
| inwoners                       | 2630   | 100    | 1281    | 48,7    | 1349   | 51,3   |
| bevolkingsdichtheid (inw./km²) | 23,8   | 23,8   | 11,6    | 11,6    | 12,2   | 12,2   |

In 2002 bedroeg het gemiddelde inkomen per inwoner 1754,01 zł.

## Plaatsen
Adamowo, Budzyno-Bolki, Budzyno-Lipniki, Budzyno-Walędzięta, Cieciórki, Ciemniewo, Czerwonka, Dąbrówka, Guty Duże, Guty Małe, Jankowo, Janopole, Kałęczyn, Krzyżewo-Jurki, Krzyżewo-Marki, Lipniki, Mariampole, Perzanowo, Ponikiew Wielka, Sewerynowo, Soje, Tłuszcz, Ulaski.

## Aangrenzende gemeenten
Karniewo, Maków Mazowiecki, Młynarze, Płoniawy-Bramura, Różan, Rzewnie, Sypniewo, Szelków